# Notrotèrids
Els notrotèrids (Nothrotheriidae) són una família extinta de peresosos gegants. Durant molt de temps foren classificats com a subfamília o tribu de la família dels megatèrids, però a principis del segle xxi foren elevats a la categoria de família. Aparegueren a Sud-amèrica durant el Miocè i s'estengueren a Nord-amèrica a principis del Plistocè. Eren més petits que els megatèrids.